# Mahtomedi
Mahtomedi je město v okrese Washington County ve státě Minnesota ve Spojených státech amerických. V roce 2020 zde žilo 8138 obyvatel.

## Historie
Mahtomedi bylo zavedeno do katastru v roce 1883. Jméno pochází z dakotského pojmenování jezera White Bear Lake - mathó znamená medvěd; bdé znamená jezero. V roce 1884 zde byla založena pošta, která stále slouží na Wildwood Road.

## Významní rodáci
- Justin Pierre - zpěvák kapely Motion City Soundtrack